# Одбор госпођа „Кнегиња Љубица”
Одбор госпођа „Кнегиња Љубица” је било патриотско и хуманитарно друштво, основано 30. јануара 1899. године, са основним задатком да путем добровољних прилога помажу српске цркве у Старој Србији и Македонији.

## Оснивачи друштва
Друштво је основала Милева Вуловић заједно са Дафином Протић, Милевом Константиновић, Катарином Спасић, Јеленом Стокић, Даринком Лешјанин, Савком Панић и Даницом Соларевић. На првом састанку је конституисан одбор, утврђена су правила рада и изабране су председница Друштва, потпредседница, благајнице и деловође. За прву председницу је изабрана Милева Милка Вуловић, а за потпредседницу Дафина Протић. Две благајнице су биле Катарина Спасић и Василија Тешић, а деловође Катарина Холец и Катарина Протић. По оснивању формирали су се пододбори по Србији.

## Почетне активности Друштва
Врло брзо по оснивању Друштво је стекло велики број угледних чланова, добротвора, а средства су стизала и као завештања и легати. Тим средствима Друштво је у првим годинама помагало цркве и манастире у Скопској, Рашко-призренској и Дебарско-велешкој епархији, цркву у Солуну, српску ћелију у Хиландару, српску православну цркву у Дубровнику, манастир Крушедол и друге. Прикупиле су и послале 75 врста различитих предмета, књига и црквених богослужбених предмета. Укупан број ових дарова је прелазио 2000 појединачних поклона од чега су шест (до 1925) била звона за цркве. Набавиле су црквена звона за храмове у Горночу, Дубоком Потоку, Феризовићу, Будисавце и манастире - Св. Прохор Пчињски и Грачаницу. Њиховом заслугом су "Арнаути пренели звоно за Грачаницу, које је први пут зазвонило после 500 година."
Одбор је од 1910. године почео издавати "Календар Српска црква", са религиозно-моралном садржином и подацима о обичајима и животу Срба у Старој Србији, Македонији и Босни и Херцеговини.
Често су приређивале добротворне концерте духовне музике на којима су прикупљани добровољни прилози. Од 1911. године Друштво је установило продају „Косовског божура” о Видовдану. Ову продају као трајну манифестацију одобрило је Министарство просвете, а први божур купио је краљ Петар II Карађорђевић.

## Формирање Народног женског савеза
Чланице Друштва су се бориле и на другим пољима. На иницијативу Савке Суботић, која је била и председница Одбора госпођица „Кнегиња Љубица“ и председница Кола српских сестара до 1905. године, дошло је до формирања Народног женског савеза 1906. године. Овај савез су основали Београдско женско друштво, као најстарије, Одбор госпођа „Кнегиња Љубица”, Коло српских сестара и Материнско удружење, а убрзо су им се прикључила и друга женска друштва. Учествовале су и на међународним конференцијама женских асоцијација и удружења и активно се бориле за женска права.

## Рад у време ратова
У време Балканских ратова 1912–1913. године, сва женска друштва Краљевине Србије су активно учествовала у санитетским службама. Београдско женско друштво и Коло српских сестара су основали своје резервне болнице које су радиле у Београду, а чланице из унутрашњости су биле ангажоване у другим резервним болницама. Чланице Одбора госпођа „Кнегиња Љубица“ су се такође после завршених болничких курсева укључивале у рад војних и цивилних болница. Било је међу чланицама друштва и лекарки које су током ратова преузеле управљање резервним болницама, јер су све лекари били мобилисани. Осим у неговању рањеника чланице Друштва су прикупљале, шиле и прослеђивале Црвеном крсту и болницама преобуку и рубље за рањенике, санитетски материјал, постељину. Шиле су и ратне заставе које су слале добровољцима као свој дар. Осим ових потрепштина прикупљале су и књиге које су слате у болнице како би особље читало рањеницима. Многе чланице Друштва су ову дужност преузеле на себе. Наставиле су да и током рата прикупљају новчана средства продајом „Косовског божура” који је установљен 1911. године.
По избијању Првог светског рата управа Друштва се сели за Ниш, одакле наставља рад, прикупљање средстава, одржавање хуманитарних концерата, а њени чланови се придружују ратним болницама као болничарке.

## Послератно време
По завршетку рата, Друштво свој друштвени рад проширује на културнопросветно и национално поље, тако да су се преко пододбора одржавала предавања по селима, организовали курсеви, али се и кроз хуманитарни рад водила брига о деци сирочадима, хранили сиромашни, уз стално тражење могућности да се прикупи што више средстава. Уз помоћ коју су пружали, Друштво је периодично одржавало Скупштине и подносило извештаје о урађеном, као и финансијске извештаје.
Чланице друштва су за свој рад добиле многа признања. Милка Вуловић је 28. фебруара 1921. одликована орденом Светог Саве трећег реда. Друштво је 1937. године награђено из Фонда Блаженопочившег Краља Александра II Ујединитеља са 10.000 динара.
Током Другог светског рата рад Друштва је био забрањен, а после рата је угашено, а имовина конфискована. Захваљујући труду последње председнице Добриле Главинић, архивска грађа Друштва се данас чува у Историјском архиву Београда и драгоцен је извор за проучавање друштвене историје Србије крајем 19. и у првој половини 20. века.

## Велики добротвори Друштва
- Савка Панић, кћерка трговца Лазе Милосављевића и супруга др Милојка Панића, професора Војне академије. Сав

иметак је оставила за културне и хумане циљеве разним друштвима као што су Београдско женско друштво, Материнско удружење и друга.
- Драга Ђорић, оставила 1903. године Друштву једну трећину своје имовине.
- Никола Спасић, трговац, председник Берзе и члан Управног одбора Народне банке, а после смрти Друштво је помагала Задужбина Николе Спасића.

## Задужбине Друштва
- Прва задужбина Друштва је спомен црква посвећена Св. Арханђелу Михајлу, у Штимљу, подигнута у периоду 1913—1914. година, по завршетку Балканских ратова. Пројекат је као поклон израдила прва српкиња архитекта Јелисавета Начић и опремљена поклонима дародаваца. Међу њима треба истаћи Полексију Тодоровић, супругу сликара Стеве Тодоровића, која је насликала и поклонила икону Мајке Ангелине. Иконе СветогСаве и Стефана Немање насликао је и даровао Урош Предић. Скупоцено Еванђеље је поклонила Нака Спасић. Црква посвећена "осветницима косовским" пострадала је од стране (православаца) Бугара, током Првог светског рата. После њене оправке и освећења на Видовдан 1923. године[4], на истом земљишту је ударен камен темељац за изградњу Дома Милосрђа. При њему је Одбор септембра 1924. године отворио "Ђачко склониште" за сиромашну децу, у којем се издржавало велики број деце, ђака основне школе са Косова, али и осталих крајева. Од 1925. друштво jе уступило просторије у Дому Милосрђа за основну и домаћичку школу, која jе радила као косовска домаћичка школа Друштва „Кнегиња Љубица” и Задужбине Николе Спасића.[5]
- Другу задужбину Друштво је у Делиграду подигло цркву са спомен костурницом српским јунацима из Првог српског устанка и српским и руским војницима палим у Српско-турским ратовима 1876–78. године. Црква је посвећена светим архангелима Михаилу и Гаврилу. План за изградњу цркве израдио је бесплатно архитекта Момир Коруновић, према плану цркве у Штимљу. Темељи храма су свечано освештани на Крстовдан 1930. године. Један од ктитора био је и краљ Александар I Карађорђевић који је поклонио звоно и иконостас. Црква је завршена и освећена 12. маја 1935. године.
- Друштво је подигло и свој Дом у Београду. Градња је трајала током 1931 и 1932. године и грађен је према плановима инж. Александра Драгићевића. Налазио се у Катанићевој улици, али је тешко оштећен током бомбардовања у Другом светском рату.